# 歌地亞·雪花
歌地亞·雪花（德語：Claudia Schiffer，1970年8月25日—），是出生於德國北莱茵-威斯特法伦的超模。在歐美時尚界她有「真人芭比娃娃」的封號。2002年，《福布斯》估計歌地亞共有3800萬的財產。在德國所舉辦的2006年世界盃足球賽的開幕典禮上，她和巴西球王貝利一起同台揭開世界盃的序幕。

## 早年生活
歌地亞在德國的一個富有的天主教家庭長大。
歌地亞起初是想當律師，並和她父親一起工作。但直到1987年被人發掘成為模特兒才放棄這個念頭。

## 事業

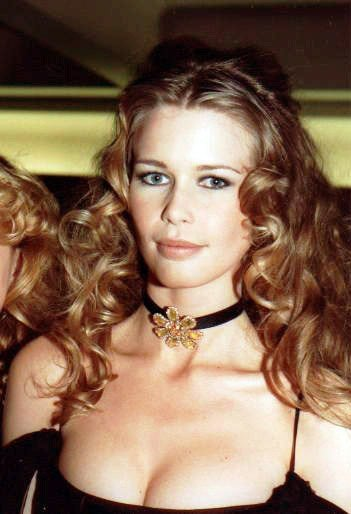
1993年出席在巴黎举办的恺撒奖颁奖礼

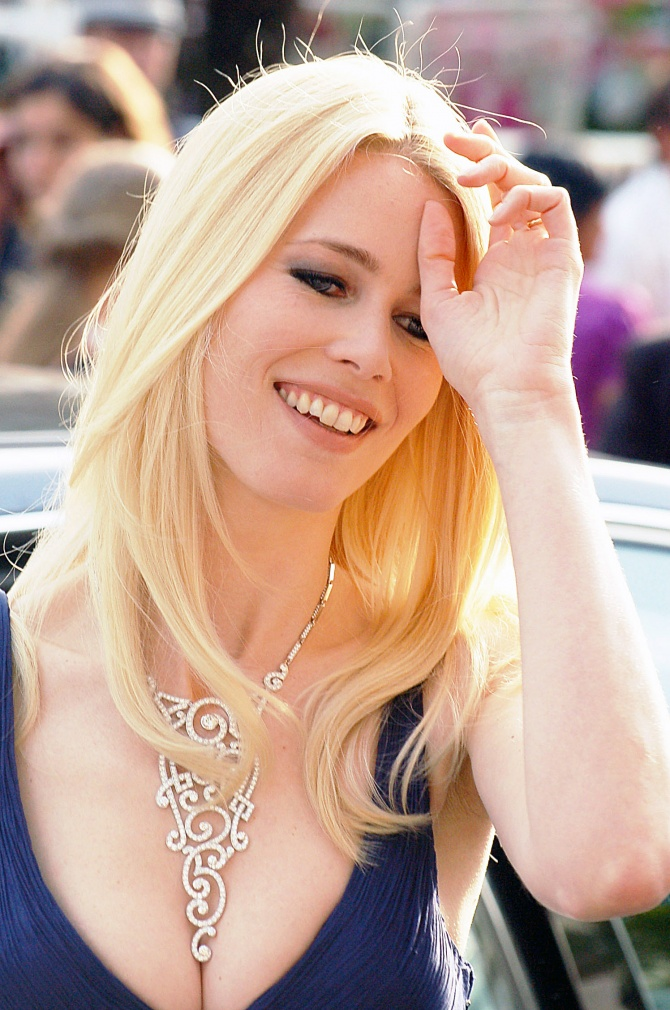
出席2007年康城影展

克勞迪婭在1987年時於夜店被Michel Levaton發掘，並簽約Metropolitan Model Agency。她憑其5尺11吋的高挑身材，貌似五十年代法國明星，碧姬·芭杜的面孔，當時17歲的克勞迪婭迅速竄紅。
克劳迪娅的伯樂是卡爾·拉格斐，卡爾在九十年代時提拔克勞迪婭為香奈兒的專用模特兒，自此克勞迪婭便稱霸於伸展台上。
1991年，克勞迪婭以當時史上最高金額，一千萬美元與化妝品牌，露華濃簽訂廣告合約，轟動一時。幾年間，克勞迪婭為五百多本時裝雜誌拍攝封面，資產多達三千五百萬英鎊。她最後一次走伸展台是在1998年。克勞迪婭還跟另外3位的超模，娜奧美·金寶、克莉絲蒂·杜靈頓及艾麗·麥花遜開有一間名為「Fashion Cafe」的餐廳。她與，娜奧美·金寶、克莉絲蒂·杜靈頓、辛蒂·克勞馥以及琳達·伊凡吉莉絲塔一起被譽為「世上最偉大的超級名模」。

## 個人生活

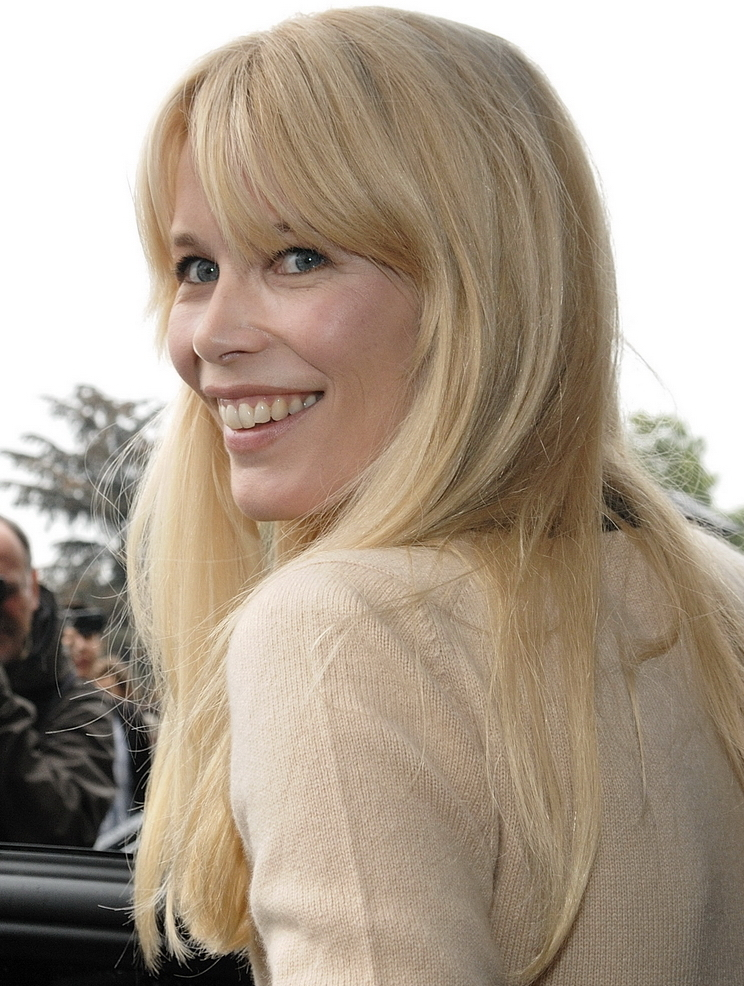
出席2009年的香奈儿时尚秀。

歌地亞於1994至1999年跟知名魔術師大卫·科波菲尔相愛並訂婚，其後分手。2001年她認識了導演马修·沃恩，並於2002年5月25日結婚，2003年1月30日歌地亞產下兒子Caspar Matthew；2004年11月11日產下女兒Clementine Poppy；2010年5月14日產下女兒Cosima Violet。克劳迪娅一家居住在英格兰薩福克郡的大宅Coldham Hall。

## 慈善工作
歌地亞是预防乳腺癌的代言人，还是联合国儿童基金会的志愿者。

## 美譽及軼事
- 真人芭比娃娃
- 美國雜誌《人物》（People），「世界上50位最美麗的人」之一（1990-1991年）
- 法國雜誌《Paris Match》，「世界上最美麗的女人」（1995年）
- 歌地亞曾是全球收入最高的模特兒
- 第一位登上《人物》（People）、《名利場》（Vanity Fair）、《滾石》（Roilling Stone）封面的模特兒
- 健力士世界記錄的「上過最多雜誌封面的模特兒」的記錄保持者（達500多本）
- 歌地亞閒時喜愛繪畫及欣賞名畫。

## 電影作品
歌地亞·雪花電影作品（依照上演年份排序）
| 片名                             | 上映年份 | 出品公司                                    | 導演          | 合作演員        | 雪花飾角         | 其他 |
| -------------------------------- | -------- | ------------------------------------------- | ------------- | --------------- | ---------------- | ---- |
| 財神當家 Ri¢hie Ri¢h             | 1994年   | Davis Entertainment （不詳）                | Donald Petrie | 麥考利·克金     | 自己             |      |
| 黑出來 Blackout                  | 1997年   | 不詳 （不詳）                               | 不詳          |                 | 蘇珊             |      |
| 黑和白 Black and White           | 1999年   | （ ）                                       | James Toback  |                 | Greta            | >    |
| 朋友和戀人 Friends & Lovers      | 1999年   | Lions Gate Films Universal Studios （美國） | George Haas   | Stephen Baldwin | Carla            |      |
| Desperate But Not Serious        | 1999年   |                                             | Bill Fishman  |                 | Christine Taylor |      |
| In Pursuit                       | 2001年   | 不詳                                        | Peter Pistor  | Daniel Baldwin  | Catherine Wells  |      |
| 肉腳殺手俏女友 Life Without Dick | 2001年   | Sony Pictures,Columbia Pictures （不詳）    | Bix Skahill   |                 | 瑪莉             |      |
| 真的戀愛了 Love Actually         | 2003年   | 环球影业 （英國）                           | 李察·寇蒂斯   | 休·格兰特       | 卡羅爾（Carol）  |      |

## 外部連結
- 歌地亞·雪花的Instagram帳戶
- 歌地亞·雪花在互联网电影资料库（IMDb）上的資料（英文）
- 歌地亞·雪花於模特兒目錄（Fashion Model Directory）的相關資料